# Марин Томасов
Марин Томасов (хорв. Marin Tomasov, нар. 31 серпня 1987, Задар) — хорватський футболіст, півзахисник клубу «Астана».
Виступав, зокрема, за клуби «Хайдук» (Спліт) та «Мюнхен 1860», а також зіграв один матч за національну збірну Хорватії.

## Клубна кар'єра
Народився 31 серпня 1987 року в місті Задар. Вихованець футбольної школи клубу «Задар». У 2006 році він підписав з цим клубом свій перший професійний контракт і отримав футболку під номером 14. За три сезони, проведених в клубі, він зіграв в 72 матчах і забив 12 голів. Протягом сезону 2008/09 їм зацікавився один з «гігантів» хорватського футболу, «Хайдук» зі Спліта.
Влітку 2009 року Томасов був перейшов в «Хайдук», ціна трансферу склала 350 тисяч євро. У своєму новому клубі він знову отримав футболку під номером 14. У першому сезоні в новому клубі він зіграв в 22 зустрічах, однак лише в 11 він грав з самого початку. Він забив 2 м'ячі в сезоні 2009/10 і хоча йому на той момент було лише 20 років, він заявив, що цей сезон був для нього розчаруванням і він намагатиметься грати краще в майбутньому.

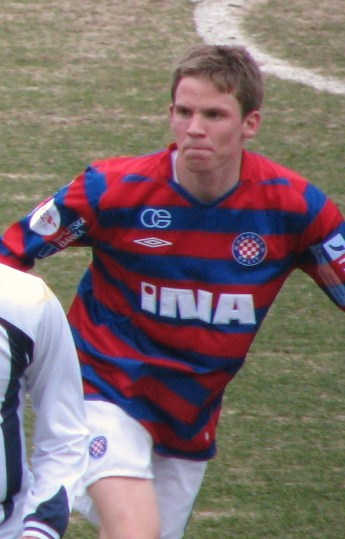
Марин Томасов в грі за «Хайдук». 2010 рік.

Сезон 2010/11 виявився для нього більш вдалим. Він провів 26 матчів у лізі (з них у 15 він виходив на поле в стартовому складі), забив 4 м'ячі. У Лізі Європи 2010/11 він зіграв в 9 зустрічах, відзначившись забитими м'ячами двічі.
Томасов чудово розпочав сезон 2011/12, забив у грі першого туру проти «Шибеника» переможний гол на 87 хвилині. Свій наступний м'яч він забив у виїзній грі проти «Істри 1961», внісши свій внесок у перемогу команди 3:0. Він знову відзначився в наступному матчі, вивівши свою команду вперед у матчі проти «Загреба» вже на 50-й секунді. Йому вдалося вразити ворота і в наступній зустрічі, в сплітському дербі, однак на цей раз «лише» на другій хвилині.
У квітні 2012 року контракт Томасова з «Хайдуком» був розірваний Хорватським футбольним союзом через заборгованість по зарплаті. 18 червня 2012 клуб Другої Бундесліги «Мюнхен 1860» підтвердив, що Томасов підписав з ним трирічний контракт. Але чехарда з тренерами команді успіху не принесла і Марін розірвав контракт з клубом трохи раніше терміну.
В січні 2015 року Томасов повернувся в Хорватію і уклав контракт з «Рієкою». До кінця сезону він зіграв 15 матчів і забив 7 голів та допоміг клубу знову виграти срібні медалі. Сезон 2015/16 став найкращим у кар'єрі гравця. Томасов зіграв за команду всі 36 матчів, забив 8 голів, став найкращим асистентом чемпіонату Хорватії, найкращим бомбардиром Кубка країни (5 голів), а також був визнаний найкращим гравцем чемпіонату країни.
. Але чемпіонство і Кубок «Рієка» знову поступилася динамівцям Загреба.
У наступному сезоні Марин встиг зіграти лише дві гри і забити один гол, після чого керівництво клубу передало успішного гравця на рік в оренду за 800 000 євро в саудівський клуб «Аль-Наср» (Ер-Ріяд), який став тренувати хорватський спеціаліст Зоран Мамич. Мамич як раз три останніх роки приводив до золотих медалей «Динамо» (Загреб). За саудитів Томасов зіграв 23 гри і забив 4 голи, але повернути звання чемпіона «Ан-Насру» не вдалося і хорвати покинули Саудівську Аравію.
1 липня 2017 року «Рієка» передала Томасова в оренду на рік в казахстанську «Астану» і за підсумками сезону 2017 став з командою чемпіоном Казахстану. Станом на 5 листопада 2017 року відіграв за команду з Астани 11 матчів в національному чемпіонаті.

## Виступи за збірні
Протягом 2007—2008 років залучався до складу молодіжної збірної Хорватії. На молодіжному рівні зіграв у 6 офіційних матчах, забив 1 гол.
10 вересня 2013 року провів єдиний матч у складі національної збірної Хорватії, зігравши в товариській грі проти Південної Кореї (2:1).
| Дата      | Місто  | Господарі      | Результат | Гості    | Турнір           | Голи | Примітки |
| --------- | ------ | -------------- | --------- | -------- | ---------------- | ---- | -------- |
| 10-9-2013 | Чонджу | Південна Корея | 1 – 2     | Хорватія | товариський матч | -    | 81'      |
| Усього    |        | Матчів         | 1         |          | Голів            | 0    |          |

## Титули і досягнення
- Володар Кубка Хорватії (1):

«Хайдук» (Спліт): 2009–10
- Чемпіон Казахстану (4):

«Астана»: 2017, 2018, 2019, 2022
- Володар Суперкубка Казахстану (4):

«Астана»: 2018, 2019, 2020, 2023
- Володар Кубка казахської ліги (1):

«Астана»: 2024
- Найкращий бомбардир Чемпіонату Казахстану (2):

«Астана»: 2019, 2021